# Bảo Ninh
Bao Ninh (Nghệ An, 1952) es un escritor vietnamita célebre por la novela El dolor de la guerra sobre la guerra de Vietnam. 
Editada en 1991, la obra fue un inmediato éxito de ventas en Vietnam y en todo el mundo, aunque al principio sufrió los recelos del gobierno vietnamita, debido a su visión nada patriótica de la "guerra americana" (usando el término vietamita). En el libro se narra cómo un muchacho de instituto luchó durante 10 años y fue el único superviviente de un batallón de 500 soldados.
Bao Ninh ha escrito otra novela, "Steppe", que no ha deseado publicar todavía, tal vez porque considera que no es tan natural como la primera.
Un cuento corto de Bao Ninh, Khắc dấu mạn thuyền, traducida por Linh Dinh, se incluye en la antología Night, Again.